# EuroPsy
EuroPsy (oz. evropski certifikat iz psihologije) je profesionalna kvalifikacija, ki postavlja standarde za izobraževanje, usposabljanje in kompetence psihologov.
Obstaja osnoven (Basic) certifikat EuroPsy, ki šteje kot merilo za samostojno opravljanje prakse, izdan pa je lahko psihologu, ki je pokazal, da te standarde izpolnjuje. Specialistični certifikat EuroPsy na področju psihoterapije ali specialistični certifikat EuroPsy na področju psihologije dela in organizacije se lahko izdata psihologom z višjo, naprednejšo izobrazbo in usposobljenostjo ter z več praktičnimi izkušnjami. 
V registru psihologov EuroPsy so objavljeni nacionalni seznami imetnikov certifikatov, na katere se lahko obrne katerakoli oseba ali organizacija, ki želi prejeti in koristiti storitve kvalificiranega psihologa.
EuroPsy se izdaja pod okriljem Generalne skupščine Evropske zveze psiholoških združenj (European Federation of Psychologists’ Associations, EFPA), ki vključuje nacionalno člansko združenje iz vsake od 36 držav Evrope. Načela oz. predpisi, po katerih deluje EuroPsy (EFPA, 2014) in jih je odobrila Generalna skupščina, so dostopni na spletni strani EFPA). O različnih vidikih sistema EuroPsy, med drugim tudi o njegovem ozadju in zgodovini, pa je možno prebrati v knjigi Lunt idr. (2014).

## Načela in standardi
Glavni cilj pobude EuroPsy je zaščititi javnost pred nekvalificiranimi storitvami in promovirati dostop do kompetentnih psihologov vsakemu prebivalcu in instituciji v Evropi.
EuroPsy certifikat se dodeli prosilcu na podlagi: 
1. dokazano zaključenega priznanega akademsko izobraževalnega programa psihologije,
2. dokazane kompetentnosti pri izvajanju strokovnih vlog med supervizirano prakso,
3. zaveze k etičnemu metakodeksu EFPE in strokovnemu etičnemu kodeksu v državi, kjer posameznik opravlja dejavnost.

Zaveza nacionalnemu kodeksu države, ki je vključena v EFPO, pomeni, da se v primeru, da odbor strokovnjakov ugotovi, da je očitek o nestrokovnosti delovanja psihologa upravičen, lahko uvedejo sankcije.  
Izobrazbene zahteve za osnovni EuroPsy certifikat navadno vključujejo opravljen petletni redni univerzitetni kurikulum študija psihologije, ki je sestavljen iz dveh faz. Prva, dodiplomska faza obsega 3 leta, druga, magistrska faza pa 2 leti. Po zaključku univerzitetnega študija je na določenem strokovnem psihološkem področju potrebno dodatno leto nadzorovanega, delno samostojnega dela na določenem strokovnem področju psihologije. To dodatno leto usposabljanja je lahko del univerzitetnega kurikuluma, lahko pa poteka v dogovoru s kakšno drugo institucijo, npr. delovno organizacijo. Z usposabljanjem naj bi kandidat razvil kompetence, potrebne za opravljanje psihološke strokovne dejavnosti. Supervizorji ocenijo dosežke kandidatov; certifikat se lahko podeli le, če se od pripravnika oz. supervizanta lahko pričakuje ustrezna izvedba strokovne psihološke dejavnosti na določenem področju dela. 
Zahteve za specialistični certifikat EuroPsy se nekoliko razlikujejo glede na področje prakse. Za izpolnjevanje pogojev za prejem takega certifikata so potrebna najmanj tri leta nadaljnjih delovnih izkušenj na specifičnem delovnem področju in nadaljevanje študija. 

## Stalni strokovni razvoj
Veljavnost certifikatov EuroPsy je omejena. Po obdobju sedmih let mora imetnik certifikata zanj ponovno zaprositi in predložiti dokaze nadaljnjih delovnih izkušenj ter dokazila o strokovnem razvoju prek aktivnosti, kot so udeležba na akreditiranih tečajih, udeležba na vrstniških supervizijskih srečanjih ter predstavitve strokovni javnosti.

## Administracija
Za upravljanje EuroPsy-ja je EFPA vzpostavila Evropski odbor za podelejvanje certifikata (European Awarding Committee, EAC). EAC prenese pooblastilo za podeljevanje certifikata EuroPsy priznanemu Nacionalnemu odboru za podeljevanje certifikata (National Awarding Committee, NAC), ki ga imenuje državno psihološko združenje, ki je članica EFPE. EAC deluje v tesnem sodelovanju z glavnim sedežem EFPE v Bruslju.